# براد بيكوك
براد بيكوك (بالإنجليزية: Brad Peacock) هو لاعب كرة قاعدة أمريكي، ولد في 2 فبراير 1988 في ميامي في الولايات المتحدة.

## وصلات خارجية
- براد بيكوك على موقع دوري كرة القاعدة الرئيسي (الإنجليزية)
- براد بيكوك على موقعبيزبول رفرنس.كوم (الدوري الرئيسي) (الإنجليزية)
- براد بيكوك على موقعبيزبول رفرنس.كوم (الدوري الثانوي) (الإنجليزية)
- براد بيكوك على موقع إي إس بي إن.كوم (أم.أل.بي) (الإنجليزية)
- براد بيكوك على موقع مشجعي الرسوم البيانية (الإنجليزية)